# USS Rogers (DD-876)

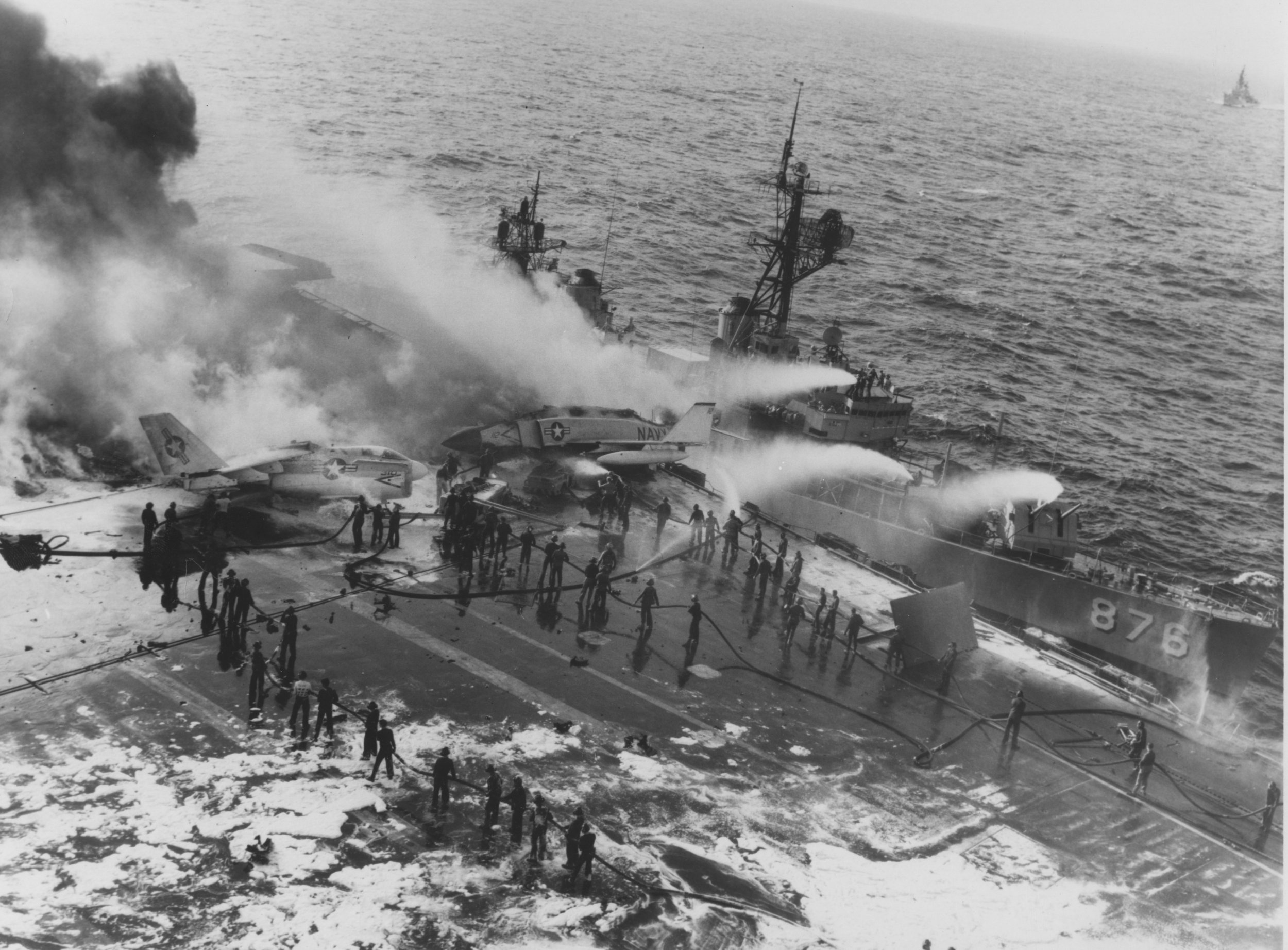
„Rogers” przy burcie płonącego lotniskowca USS Enterprise

USS Rogers (DD-876) – amerykański niszczyciel typu Gearing. Okręt nosił nazwę pochodzącą od trzech braci Jacka E. Rogersa Jr., Charlesa E. Rogersa i Edwina K. Rogersa — zabitych w czasie walki na pokładzie krążownika USS "New Orleans" (CA-32) w czasie bitwy koło Tassafaronga na Salomonach 30 listopada 1942.
Stępkę okrętu położono w Consolidated Steel Corporation w Orange (Teksas) 3 czerwca 1944. Został zwodowany 20 listopada 1944, matką chrzestną była pani J. E. Rogers, Sr. Wszedł do służby 26 marca 1945.
„Rogers” operował w składzie 7 Floty w czasie wojny koreańskiej wspierając siły Narodów Zjednoczonych. Później przeplatał przydziały na zachodnim Pacyfiku okresami służby na zachodnim wybrzeżu USA i Hawajach. Przeszedł program Fleet Rehabilitation and Modernization (FRAM) w  Charleston Naval Shipyard w 1963. Niszczyciel służył jako okręt dozorujący samoloty w rejonie Yankee Station w zatoce Tonkijskiej, brał udział w operacjach Sea Dragon i Market Time, brał udział w misjach SAR i udzielał wsparcia artyleryjskiego jednostkom lądowym w czasie wojny wietnamskiej.
Okręt został odznaczony Meritorious Unit Commendation za akcję na wodach hawajskich 14 stycznia 1969, gdy podszedł do burty "Enterprise" (CVN-65) by pomagać w ugaszeniu pożaru, który wybuchł na pokładzie lotniczym lotniskowca.
"Rogers" został wycofany ze służby i skreślony z listy okrętów floty 1 października 1980. Został przekazany Korei Południowej 25 lipca 1981 i przemianowany na ROKS "Jeong Ju".